# Tenis en Portugal
El tenis en Portugal ha cobrado mayor importancia en la década de 2010's con tenistas como Frederico Gil Rui Machado Gastão Elias y particularmente con João Sousa quien ha ganado 3 títulos y alcanzado el Top 30.
El Equipo de Copa Davis de Portugal alcanzó su mejor resultado en 1994 y 2017 cuando alcanzaron el repechaje.

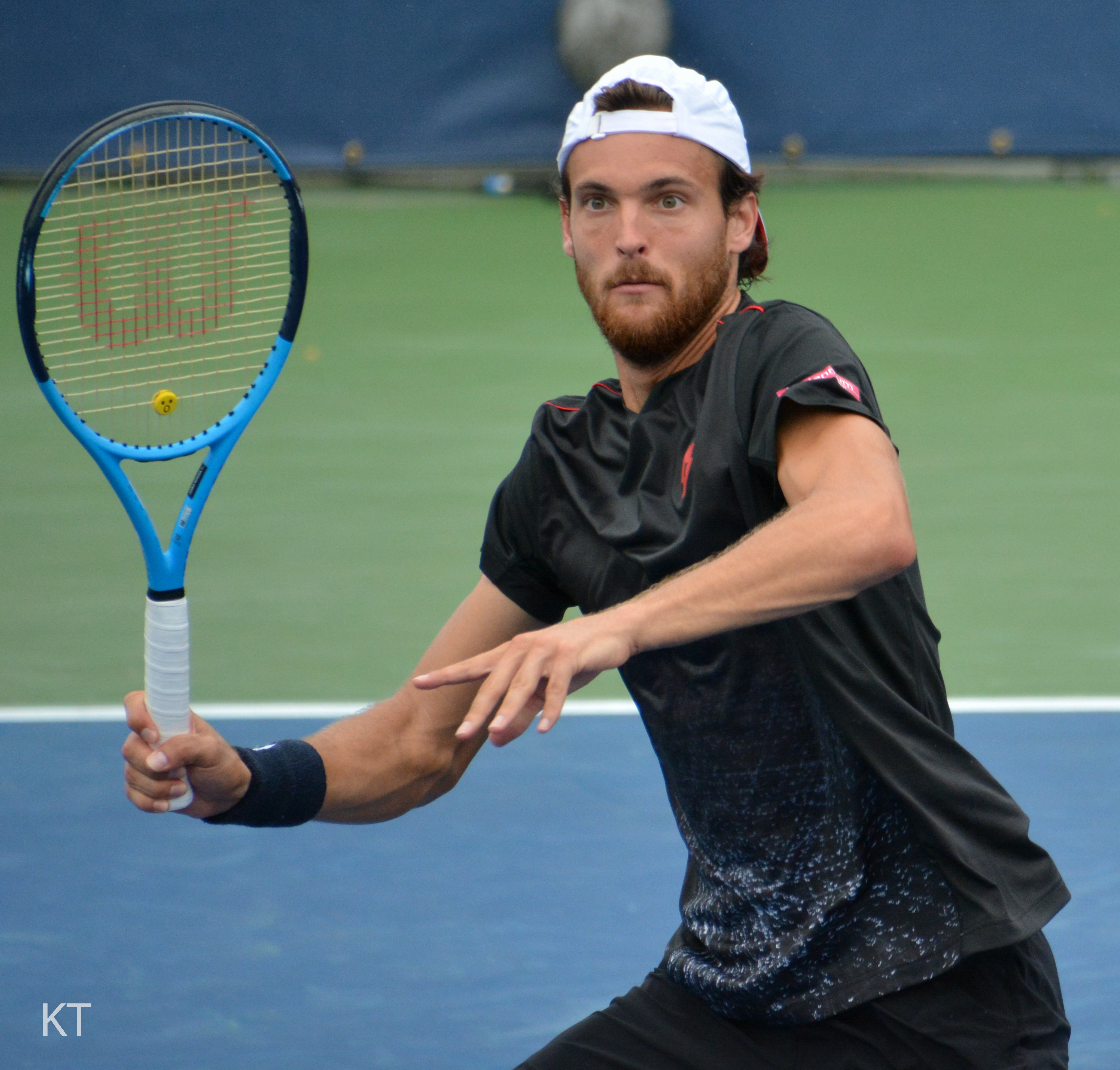
João Sousa

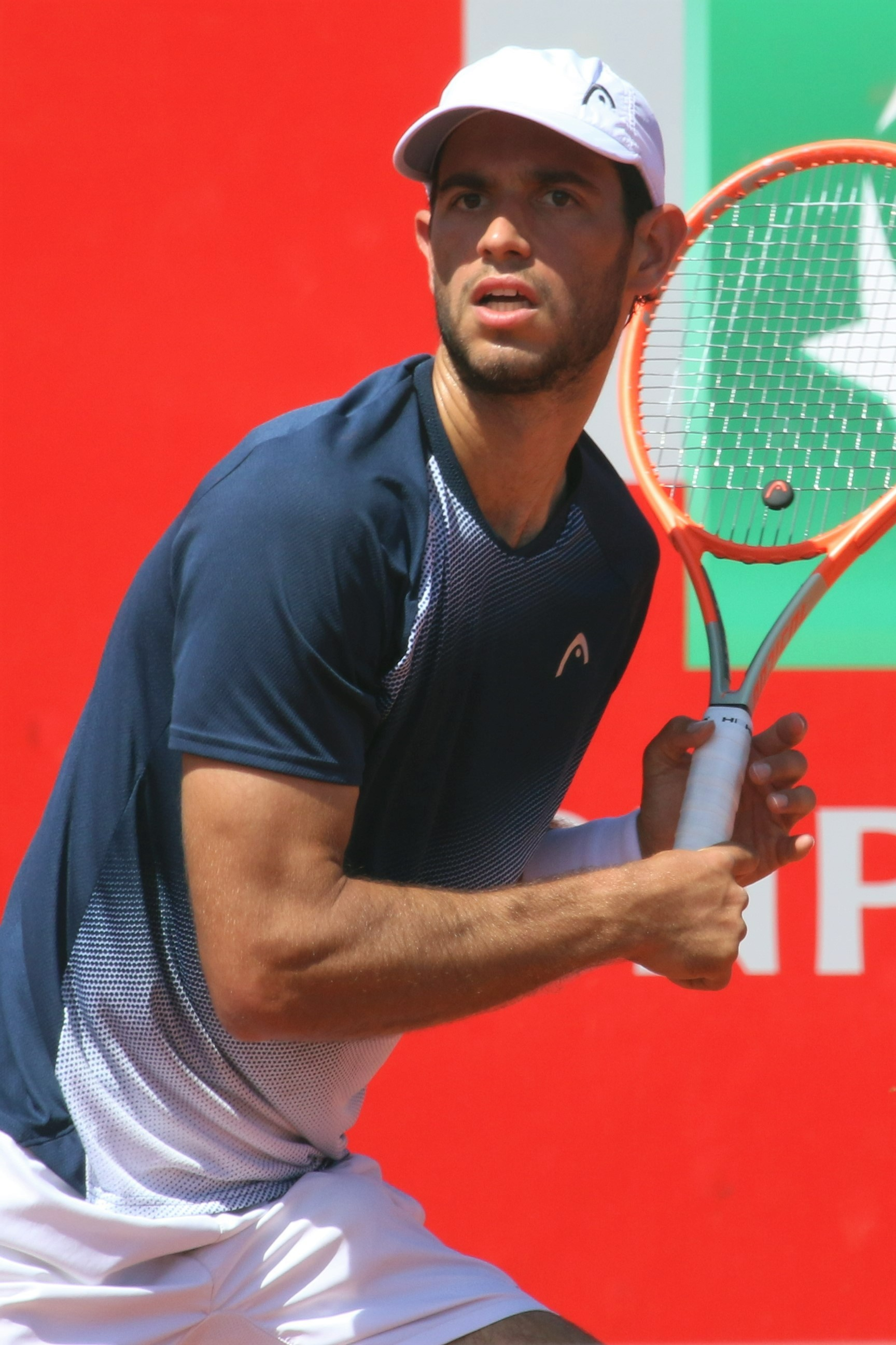
Nuno Borges

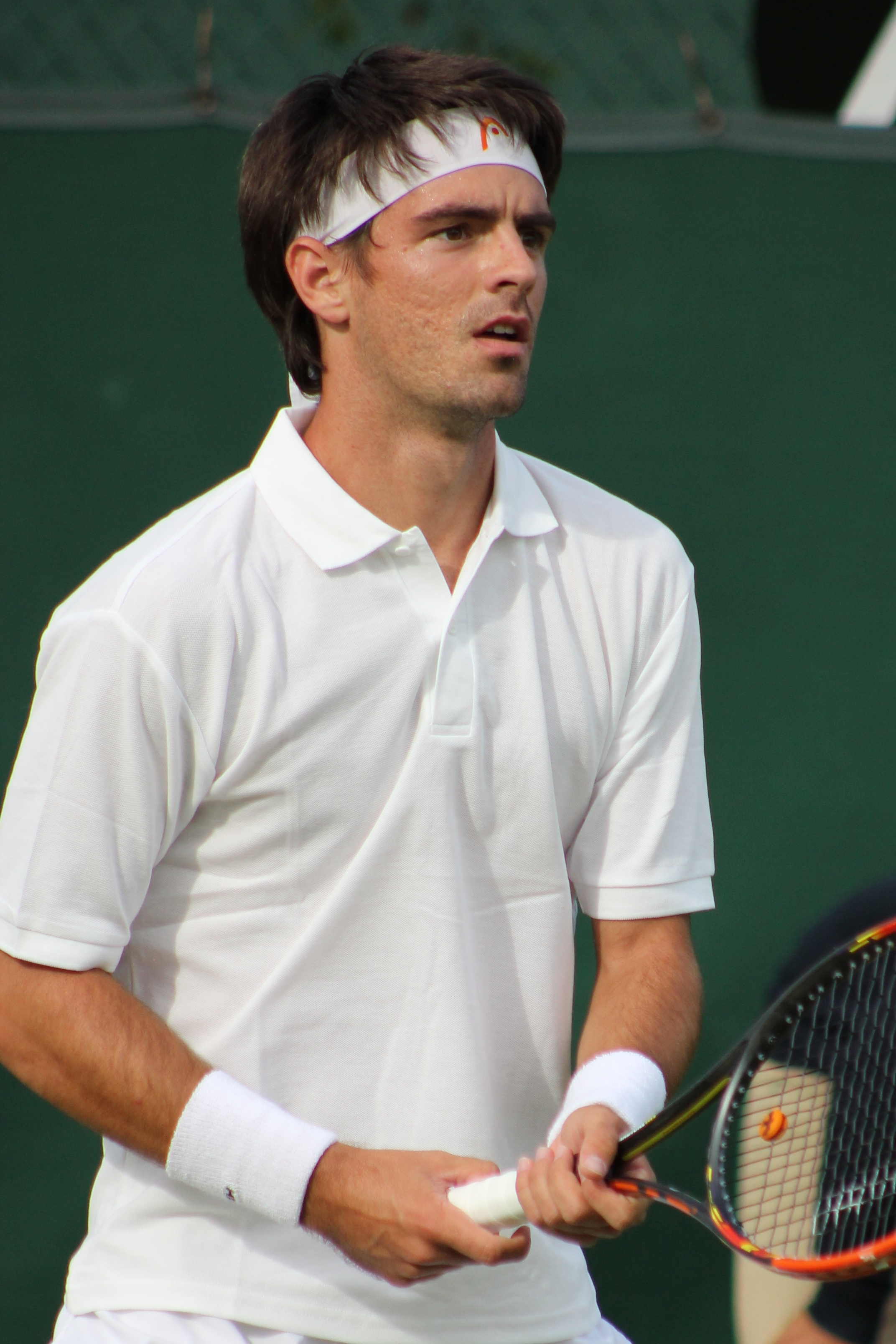
Gastão Elias

## Mejores en el ranking ATP en individuales masculino
Tenistas que han alcanzado el Top 100 del ranking ATP.
| Singlista     | Mejor posición | Año  | Títulos |
| ------------- | -------------- | ---- | ------- |
| João Sousa    | 28.°           | 2016 | 4       |
| Nuno Borges   | 30.°           | 2024 | 1       |
| Gastão Elias  | 57.°           | 2016 | 0       |
| Rui Machado   | 59.°           | 2011 | 0       |
| Frederico Gil | 62.°           | 2011 | 0       |
| Nuno Marques  | 86.°           | 1995 | 0       |
| Jaime Faria   | 94.°           | 2025 | 0       |
| Pedro Sousa   | 99.°           | 2019 | 0       |